# Sousmoulins
Sousmoulins is een gemeente in het Franse departement Charente-Maritime (regio Nouvelle-Aquitaine) en telt 189 inwoners (1999). De plaats maakt deel uit van het arrondissement Jonzac.

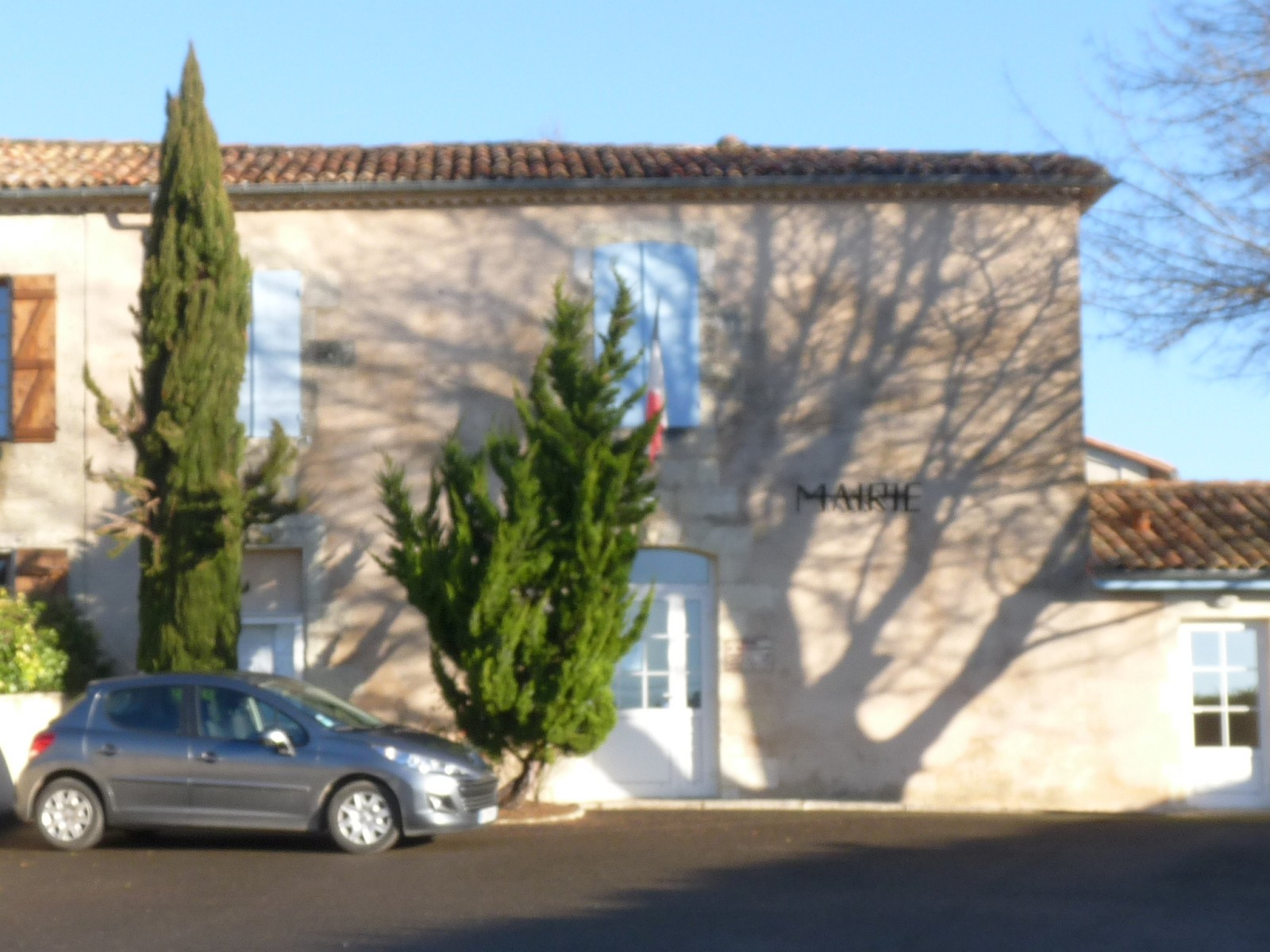
Gemeentehuis
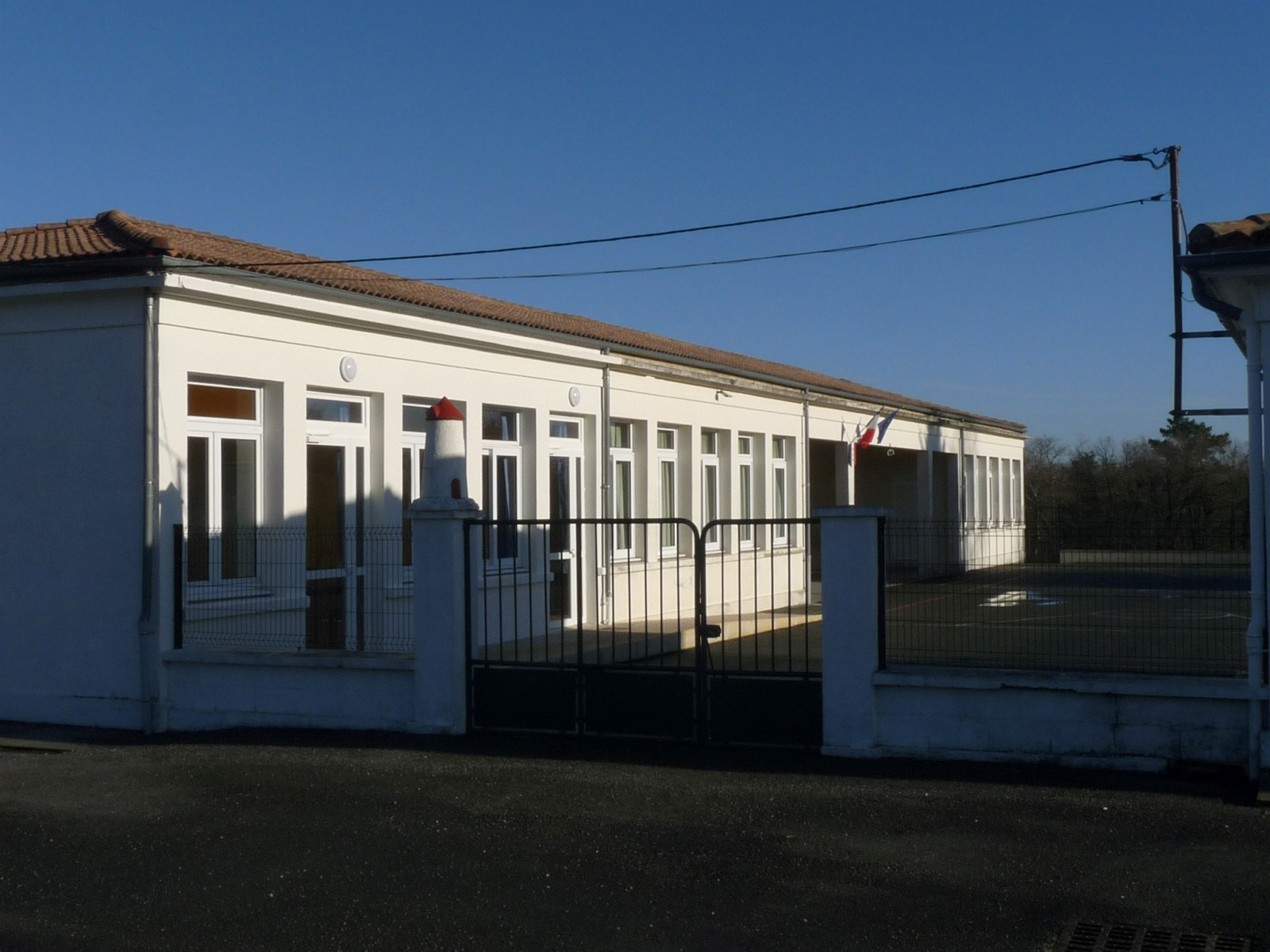
School in Sousmoulins
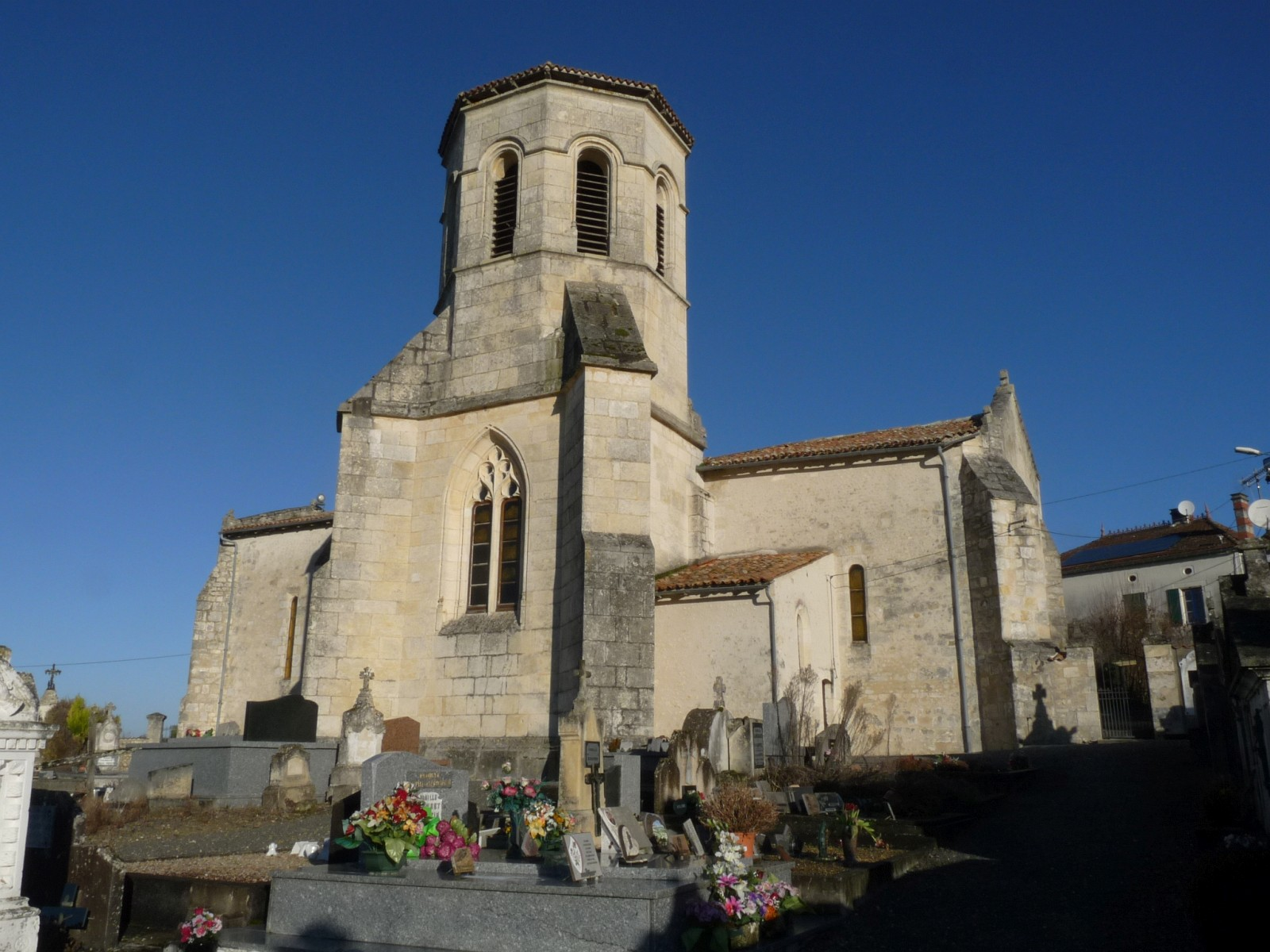
Kerk van Sousmoulins

## Geografie
De oppervlakte van Sousmoulins bedraagt 7,8 km², de bevolkingsdichtheid is 24,2 inwoners per km².
De onderstaande kaart toont de ligging van Sousmoulins met de belangrijkste infrastructuur en aangrenzende gemeenten.

## Demografie
Onderstaande figuur toont het verloop van het inwonertal (bron: INSEE-tellingen).